# 朱孟煒
崇陽靖簡王朱孟煒（1387年4月10日—1448年），明朝楚藩第一代崇陽王，楚昭王朱楨的庶第五子。

## 生平
洪武二十年三月壬申（1387年4月10日），朱孟煒出生。永樂二年（1404年），封崇陽王。正統十三年（1448年），朱孟煒去世，享年六十二歲，諡號靖簡。

## 家庭

### 妻
- 王妃胡氏，指揮僉事胡忠女，永樂三年（1405年）冊為崇陽王妃[4]，永樂九年（1411年）薨[5]

### 子
- 嫡長子：崇陽莊僖王朱季堞
- 第二子：鎮國將軍朱季填，繼娶茶陵衛郴州守禦千戶所副千戶凌霦女凌氏[6]
- 第四子：鎮國將軍朱季坩，正統七年（1442年）逝世[7][8]
- 庶六子：鎮國將軍朱季𡑐[9]
- 子：鎮國將軍朱季埒[10]
  - 第一子：輔國將軍朱均錊，天順八年（1464年）六月賜名[11]
    - 子：奉國將軍朱榮湑[12]
      - 嫡子：鎮國中尉→輔國中尉朱顯㰖[13]
      - 嫡子：鎮國中尉→輔國中尉朱顯𣛮[13]

### 女
- 庶長女：善化縣主，儀賓彭福[14]，正統十年（1445年）逝世[15]